# زادنا
زادنـا هي شركة غير ربحية تدير مساحة اسم النطاق .za. تعتبر الشركة المنظم القانوني ومدير النطاق .za رسميًّا وهو نطاق المستوى الأعلى لرمز الدولة ( ccTLD ) لجنوب إفريقيا .تعتبر كذلك وكالة تابعة لحكومة جنوب إفريقيا تحت إشراف دائرة الاتصالات والخدمات البريدية بالإضافة لكونها المسؤول عن التسجيل لنطاق المستوى الأعلى لرمز الدولة (ccTLD) في جنوب إفريقيا.

## معلومات مجال .za
هذهِ الشركة هي المسؤولة عن اتخاذ القرار المجال من المستوى الثاني (SLD) الخاص بالنطاق .za

### نطاقات المستوى الثاني الخاضعة للإشراف[6]
- AC.za [7]
- EDU.za [8]
- GOV.za [9]
- NOM.za [10]

### نطاقات المستوى الثاني غير الخاضعة للرقابة[11]
- CO.za
- NET.za [12]

## حل مشاكل اسم مجال .ZA
كانت الشركة بديلًا لتسوية المنازعات (ADR)  المُتمثلة بنزاعات تسجيل اسم نطاق .za.

### أنواع منازعات اسم المجال ZA
1. تسجيل مسيء [15]
2. تسجيل غير مُناسب أولائِق.[15]

حل النزاع البديل (ADR) الخاص بالنطاق  ينطبق الحل فقط على نطاقات المستوى الثاني غير الخاضعة للإشراف حصرًا (SLD) 

## روابط خارجية
- الموقع الرسمي